# Jelizawieta Bykowa
Jelizawieta Iwanowna Bykowa, ros. Елизавета Ивановна Быкова (ur. 4 listopada 1913 w Bogolubowie, zm. 8 marca 1989 w Moskwie) – rosyjska szachistka, mistrzyni świata w szachach w latach 1953–1956 oraz 1958–1962.

## Życiorys
Urodzona w chłopskiej rodzinie w siole Bogolubowo, od 1925 roku mieszkała w Moskwie. Jej pierwszym sukcesem szachowym było zajęcie III miejsca w kobiecych mistrzostwach Moskwy w 1937. Największe triumfy święciła jednak po II wojnie światowej. W 1947, 1948 i 1950 roku zdobywała tytuł mistrzyni Związku Radzieckiego, była wielokrotną mistrzynią Moskwy. W 1950 roku w pierwszym powojennym turnieju o mistrzostwo świata kobiet zajęła III miejsce za Ludmiłą Rudenko i Olgą Rubcową. W 1952 roku zwyciężyła w pierwszym turnieju pretendentek, co dało jej prawo do zmierzenia się z mistrzynią świata Rudenko w meczu o tytuł. Mecz rozstrzygnął się dopiero w ostatniej partii na korzyść Bykowej (końcowy wynik: 8 – 6).
Bykowa utraciła tytuł mistrzyni świata w 1956 roku na rzecz Rubcowej, która wyprzedziła Bykową zaledwie o pół punktu w rozegranym w Moskwie trójmeczu z udziałem trzech radzieckich zawodniczek. Była mistrzyni świata Rudenko zajęła III miejsce, aż o 5 punktów za Bykową (grano po osiem partii systemem kołowym). Bykowa zachowała prawo do meczu rewanżowego, z którego skutecznie skorzystała. W rozegranym w 1958 roku meczu odzyskała tytuł mistrzyni świata, pokonując Rubcową 8½ – 5½ (po sześciu partiach przegrywała już 2 - 4, jednak udało się jej odwrócić losy meczu po wygraniu następnych sześciu partii z rzędu). Rok później obroniła tytuł w meczu z Kirą Zworykiną, pokonując ją w stosunku 8½ – 4½.
Do 1962 Bykowa dzierżyła koronę w kobiecych szachach. W tym roku spotkała się ze zwyciężczynią turnieju pretendentek, Gruzinką Noną Gaprindaszwili. Mecz zakończył się przytłaczającym rezultatem 9 - 2 na korzyść Gruzinki. Bykowa jeszcze raz, w 1964 roku podjęła walkę o mistrzostwo świata, jednak w turnieju pretendentek w Suchumi zajęła odległą, XI lokatę w gronie osiemnastu zawodniczek.
Pochowana na Cmentarzu Chowańskim w Moskwie